# Stade de Reims 2024-2025 (femminile)
Questa voce raccoglie le informazioni riguardanti la squadra femminile dello Stade de Reims nelle competizioni ufficiali della stagione 2024-2025.

## Divise e sponsor
La grafica è la stessa adottata dalla squadra maschile dello Stade Reims. Il main sponsor, diversamente da quello della squadra maschile, era Idverde, azienda francese specializzata nella creazione e manutenzione di spazi verdi e impianti sportivi, quello tecnico, fornitore delle divise da gioco, da questa stagione è Puma.
| Casa | Trasferta |

## Organigramma societario
Come da sito footofeminin.fr.
Area tecnica
- Allenatore: Mathieu Rufié
- Vice allenatore: Sarah Chalabi
- Preparatore dei portieri:
- Preparatore atletico:
- Fisioterapisti:
- Analista video:

## Rosa
Rosa, ruoli e numeri di maglia come da sito ufficiale, aggiornati al 29 aprile 2025.
| N. |                        | Ruolo | Calciatrice        |
| -- | ---------------------- | ----- | ------------------ |
| 1  | Canada (bandiera)      | P     | Kayza Massey       |
| 2  | Francia (bandiera)     | D     | Mathilde Kack      |
| 3  | Stati Uniti (bandiera) | D     | Mia Gyau           |
| 5  | Camerun (bandiera)     | D     | Marlène Essimi     |
| 6  | Francia (bandiera)     | C     | Anaële Le Moguédec |
| 7  | Camerun (bandiera)     | D     | Colette Ndzana     |
| 8  | Francia (bandiera)     | C     | Lucie Calba        |
| 9  | Portogallo (bandiera)  | A     | Mélissa Gomes      |
| 10 | Stati Uniti (bandiera) | C     | Rachel Corboz      |
| 11 | Francia (bandiera)     | C     | Jade Nassi         |
| 14 | Camerun (bandiera)     | C     | Monique Ngock      |
| 15 | Francia (bandiera)     | C     | Maïté Boucly       |

| N. |                        | Ruolo | Calciatrice       |
| -- | ---------------------- | ----- | ----------------- |
| 16 | Francia (bandiera)     | P     | Clara Wibaut      |
| 17 | Camerun (bandiera)     | A     | Mana Lamine       |
| 18 | Polonia (bandiera)     | C     | Kayla Adamek      |
| 19 | Francia (bandiera)     | C     | Julie Swierot     |
| 20 | Stati Uniti (bandiera) | A     | Morgan White      |
| 21 | Francia (bandiera)     | D     | Léa Notel         |
| 22 | Francia (bandiera)     | P     | Manon Heil        |
| 25 | Nigeria (bandiera)     | D     | Marion Haelewyn   |
| 26 | Francia (bandiera)     | C     | Léa Bourgain      |
| 29 | Francia (bandiera)     | A     | Hawa Sangaré      |
| 30 | Francia (bandiera)     | P     | Élisa Launay      |
| 41 | Francia (bandiera)     | D     | Assimina Maoulida |

## Calciomercato

### Sessione estiva
| Acquisti | Acquisti               | Acquisti           | Acquisti    |
| R.       | Nome                   | da                 | Modalità    |
| -------- | ---------------------- | ------------------ | ----------- |
| P        | Élisa Launay           | Lilla              | [ 1 ]       |
| D        | Marlene Essimi Ewoudou | Amazone FAP        | [ 1 ]       |
| D        | Marion Haelewyn        | Bordeaux           | [ 1 ] [ 5 ] |
| D        | Assimina Maoulida      | Fleury             | [ 1 ]       |
| C        | Kayla Adamek           | Vittsjö GIK        | [ 1 ]       |
| C        | Maïté Boucly           | Lilla              | [ 1 ]       |
| C        | Lucie Calba            | Metz               | [ 1 ] [ 6 ] |
| C        | Mana Lamine            | Le Mans            | [ 1 ]       |
| C        | Julie Swierot          | Olympique Lione    | prestito    |
| A        | Hawa Sangaré           | Bordeaux           | [ 1 ] [ 6 ] |
| A        | Morgan White           | Pinzgau Saalfelden | [ 1 ]       |

| Cessioni | Cessioni           | Cessioni              | Cessioni   |
| R.       | Nome               | a                     | Modalità   |
| -------- | ------------------ | --------------------- | ---------- |
| P        | Kinga Szemik       | West Ham              | [ 1 ]      |
| D        | Oluwatosin Demehin | Galatasaray           | [ 1 ]      |
| D        | Rofiat Imuran      | London City Lionesses | [ 1 ]      |
| D        | Julie Pasquereau   | Nantes                | definitivo |
| D        | Jade Rastocle      | Montpellier           | [ 1 ]      |
| C        | Tante Diakité      | Paris Saint-Germain   |            |
| C        | Thelma Eninger     | Nantes                | definitivo |
| C        | Lou-Ann Joly       | RB Lipsia             | [ 1 ]      |
| C        | Charlène Meyong    | London City Lionesses | [ 1 ]      |
| A        | Shana Chossenotte  | Leicester City        | [ 1 ]      |
| A        | Adèle Connesson    | Saint-Étienne         | [ 1 ]      |
| A        | Noémie Mouchon     | Leicester City        | [ 1 ]      |
| A        | Flourish Sabastine | Galatasaray           | [ 1 ]      |

### Sessione invernale
| Acquisti | Acquisti   | Acquisti | Acquisti |
| R.       | Nome       | da       | Modalità |
| -------- | ---------- | -------- | -------- |
| P        | Manon Heil | Fleury   | [ 6 ]    |

| Cessioni | Cessioni     | Cessioni     | Cessioni |
| R.       | Nome         | a            | Modalità |
| -------- | ------------ | ------------ | -------- |
| C        | Kayla Adamek | Ottawa Rapid |          |

## Risultati

### Première Ligue

#### Girone di andata
| Arbitro: | Daupeux |

|           |           |                               |
| Nassi 45’ | Marcatori | 20’ Pierre-Louis 22’ Martinez |

| Arbitro: | Collin |

|           |           |  |
| Coquet 3’ | Marcatori |  |

| Arbitro: | Fournier |

|  |           |                   |
|  | Marcatori | 14’ Lavaud 20’ Wu |

| Arbitro: | El Bour |

|                                |           |                       |
| Dufour 24’ Thiney 4’ Bussy 89’ | Marcatori | 67’ Gomes 90+1’ Calba |

| Arbitro: | Fournier |

|                      |           |                                  |
| R. Corboz 76’ (rig.) | Marcatori | 52’ Rabanne 54’ Gago 65’ Mossard |

| Arbitro: | Rochebilière |

|                                |           |              |
| Traoré 33’, 45’ Louis 68’, 76’ | Marcatori | 89’ Bourgain |

| Arbitro: | Bessière |

|  |           |                                 |
|  | Marcatori | 9’ Calba 42’ Boucly 90+3’ Notel |

| Arbitro: | El Bour |

|          |           |                 |
| Calba 6’ | Marcatori | 38’, 68’ Katoto |

| Arbitro: | Daupeux |

|             |           |                                                      |
| Touriss 17’ | Marcatori | 7’ Sangaré 11’ Calba 59’ R. Corboz 79’ (aut.) Renard |

| Arbitro: | Beyer |

|  |           |                                   |
|  | Marcatori | 13’, 90+1’ Dumornay 77’ Hegerberg |

| Épernay 14 dicembre 2024, ore 17:00 CET 11ª giornata | Stade Reims | 0 – 0 referto | Strasburgo | Stadio Paul Chandon (177 spett.)\| Arbitro: \| El Bour \| |
| Arbitro:                                             | El Bour     |               |            |                                                           |

#### Girone di ritorno
| Arbitro: | Vanderstichel |

|  |           |                             |
|  | Marcatori | 39’ Boucly 61’, 68’ Sangaré |

| Arbitro: | Kocher |

|             |           |              |
| Marcano 66’ | Marcatori | 85’ Bourgain |

| Arbitro: | Fournier |

|  |           |                            |
|  | Marcatori | 19’, 45+1’ Matéo 62’ Bussy |

| Arbitro: | Gerbel |

|                            |           |             |
| Terchoun 37’ Jedlińska 89’ | Marcatori | 59’ Sangaré |

| Arbitro: | Fournier |

|                                |           |                                  |
| Ngock 52’ Boureille 80’ (aut.) | Marcatori | 49’, 70’, 86’ Coquet 78’ Onumonu |

| Arbitro: | Bessière |

|                                                                                        |           |                 |
| Hegerberg 5’, 90+2’ Renard 38’ Dumornay 48’ Däbritz 64’ Carpenter 77’, 90+4’ Becho 90’ | Marcatori | 13’ Le Moguédec |

| Arbitro: | Collin |

|  |           |              |
|  | Marcatori | 64’ Fontaine |

| Arbitro: | El Bour |

|             |           |            |
| DNassi 537’ | Marcatori | 41’ Adjabi |

| Arbitro: | Beyer |

|                                                                        |           |  |
| Kanjinga 7’ Leuchter 19’, 88’ Notel 22’ (aut.) Echegini 52’ Katoto 57’ | Marcatori |  |

| Arbitro: | Collin |

|                 |           |  |
| Le Moguédec 19’ | Marcatori |  |

| Arbitro: | Rochebilière |

|                        |           |           |
| Mendy 25’ Joseph 90+6’ | Marcatori | 72’ Gomes |

### Coppa di Francia
| Arbitro: | Bessière |

|                                                                                    |                       |                                                                                            |
| Calba R. Corboz Kack Le Moguédec Boucly White Maoulida Gyau Adamek Haelewyn Massey | Tiri di rigore 10 – 9 | Heaps Hegerberg Diani Egurrola Le Sommer Huerta Carpenter Gilles Sombath Chawinga Benkarth |

| Arbitro: | Gerbel |

|  |           |                           |
|  | Marcatori | 45’ Bataillard 51’ Caputo |

## Statistiche

### Statistiche di squadra
| Competizione     | Punti | In casa | In casa | In casa | In casa | In casa | In casa | In trasferta | In trasferta | In trasferta | In trasferta | In trasferta | In trasferta | Totale | Totale | Totale | Totale | Totale | Totale | DR  |
| Competizione     | Punti | G       | V       | N       | P       | Gf      | Gs      | G            | V            | N            | P            | Gf           | Gs           | G      | V      | N      | P      | Gf     | Gs     | DR  |
| ---------------- | ----- | ------- | ------- | ------- | ------- | ------- | ------- | ------------ | ------------ | ------------ | ------------ | ------------ | ------------ | ------ | ------ | ------ | ------ | ------ | ------ | --- |
| Première Ligue   | 15    | 11      | 1       | 2       | 8       | 7       | 21      | 11           | 3            | 1            | 7            | 17           | 28           | 22     | 4      | 3      | 15     | 24     | 49     | -25 |
| Coppa di Francia | -     | 2       | 0       | 1       | 1       | 0       | 2       | -            | -            | -            | -            | -            | -            | 2      | 0      | 1      | 1      | 0      | 2      | -2  |
| Totale           | -     | 13      | 1       | 3       | 9       | 7       | 23      | 11           | 3            | 1            | 7            | 17           | 28           | 24     | 4      | 4      | 16     | 24     | 51     | -27 |

### Andamento in campionato
| Giornata  | 1 | 2  | 3  | 4  | 5  | 6  | 7  | 8  | 9 | 10 | 11 | 12 | 13 | 14 | 15 | 16 | 17 | 18 | 19 | 20 | 21 | 22 |
| --------- | - | -- | -- | -- | -- | -- | -- | -- | - | -- | -- | -- | -- | -- | -- | -- | -- | -- | -- | -- | -- | -- |
| Luogo     | C | T  | C  | T  | C  | T  | T  | C  | T | C  | C  | T  | T  | C  | T  | C  | T  | C  | C  | T  | C  | T  |
| Risultato | P | P  | P  | P  | P  | P  | V  | P  | V | P  | N  | V  | N  | P  | P  | P  | P  | P  | N  | P  | V  | P  |
| Posizione | 8 | 10 | 10 | 11 | 12 | 12 | 10 | 10 | 9 | 9  | 9  | 9  | 9  | 9  | 10 | 10 | 10 | 10 | 11 | 11 | 10 | 11 |

Legenda:

Luogo: C = Casa; T = Trasferta. Risultato: V = Vittoria; N = Pareggio; P = Sconfitta.

### Statistiche delle giocatrici
| Giocatore      | Première Ligue | Première Ligue | Première Ligue | Première Ligue | Coppa di Francia | Coppa di Francia | Coppa di Francia | Coppa di Francia | Totale   | Totale | Totale      | Totale     |
| Giocatore      | Presenze       | Reti           | Ammonizioni    | Espulsioni     | Presenze         | Reti             | Ammonizioni      | Espulsioni       | Presenze | Reti   | Ammonizioni | Espulsioni |
| -------------- | -------------- | -------------- | -------------- | -------------- | ---------------- | ---------------- | ---------------- | ---------------- | -------- | ------ | ----------- | ---------- |
| K. Adamek      | 9              | 0              | 0              | 0              | -                | -                | -                | -                | 9        | 0      | 0           | 0          |
| M. Boucly      | 20             | 2              | 4              | 0              | 1                | 0                | 0                | 0                | 21       | 2      | 4           | 0          |
| L. Bourgain    | 17             | 2              | 1              | 0              | 2                | 0                | 0                | 0                | 19       | 2      | 1           | 0          |
| L. Calba       | 20             | 4              | 1              | 0              | 1                | 0                | 0                | 0                | 21       | 4      | 1           | 0          |
| R. Corboz      | 22             | 2              | 2              | 0              | 1                | 0                | 0                | 0                | 23       | 2      | 2           | 0          |
| M. Essimi      | 1              | 0              | 0              | 0              | -                | -                | -                | -                | 1        | 0      | 0           | 0          |
| M. Gyau        | 17             | 0              | 3              | 0              | 1                | 0                | 0                | 0                | 18       | 0      | 3           | 0          |
| M. Gomes       | 18             | 2              | 1              | 0              | 2                | 0                | 0                | 0                | 20       | 2      | 1           | 0          |
| M. Haelewyn    | 4              | 0              | 0              | 0              | 2                | 0                | 0                | 0                | 6        | 0      | 0           | 0          |
| M. Heil        | 6              | -18            | 0              | 0              | -                | -                | -                | -                | 6        | -18    | 0           | 0          |
| M. Kack        | 18             | 0              | 0              | 0              | 1                | 0                | 0                | 0                | 19       | 0      | 0           | 0          |
| M. Lamine      | 14             | 0              | 1              | 0              | 1                | 0                | 0                | 0                | 15       | 0      | 1           | 0          |
| É. Launay      | 11             | -17            | 0              | 0              | -                | -                | -                | -                | 11       | -17    | 0           | 0          |
| A. Le Moguédec | 22             | 2              | 1              | 0              | 2                | 0                | 0                | 0                | 24       | 2      | 1           | 0          |
| A. Maoulida    | 16             | 0              | 2              | 0              | 2                | 0                | 0                | 0                | 18       | 0      | 2           | 0          |
| K. Massey      | 6              | -14            | 0              | 0              | 2                | -2               | 0                | 0                | 8        | -16    | 0           | 0          |
| J. Nassi       | 17             | 2              | 3              | 0              | -                | -                | -                | -                | 17       | 2      | 3           | 0          |
| C. Ndzana      | 20             | 0              | 1              | 0              | 2                | 0                | 1                | 0                | 22       | 0      | 2           | 0          |
| M. Ngock       | 20             | 1              | 5              | 0              | 1                | 0                | 1                | 0                | 21       | 1      | 6           | 0          |
| L. Notel       | 20             | 1              | 2              | 0              | 1                | 0                | 0                | 0                | 21       | 1      | 2           | 0          |
| H. Sangaré     | 22             | 4              | 2              | 0              | 1                | 0                | 0                | 0                | 23       | 4      | 2           | 0          |
| J. Swierot     | 19             | 0              | 4              | 0              | 1                | 0                | 0                | 0                | 20       | 0      | 4           | 0          |
| M. White       | 7              | 0              | 0              | 0              | -                | -                | -                | -                | 7        | 0      | 0           | 0          |
| C. Wibaut      | 0              | 0              | 0              | 0              | -                | -                | -                | -                | 0        | 0      | 0           | 0          |